# Чемпиньский, Громослав
Громослав Юзеф Чемпиньский (пол. Gromosław Józef Czempiński; род. 12 октября 1945, Оборники) — польский генерал, разведчик Польской Народной Республики, руководитель Управления охраны государства Республики Польша в 1993—1996 годах.
В 1970 году окончил Высшую экономическую школу в Познани и стал работником I департамента МВД ПНР. С 1972 году служил в разведке ПНР, в том числе в Чикаго (1975—1976) и Женеве (1982—1987). Затем в Службе безопасности ПНР занимался Польской АН. С 1990 по 1996 годы — в Управлении охраны государства (с 1993-го — его руководитель). В 2005—2010 годах — президент Аэроклуба Польши.